# 蕃薯寮 (新北市)
蕃薯寮，原寫為蕃薯藔，是台灣新北市淡水區的一個地名，位於該區中部偏東北，範圍大致與蕃薯里相近。

## 歷史
台灣清治末期至日治前期，蕃薯寮地區為一街庄，稱為「蕃薯藔庄」，隸屬於芝蘭三堡。該庄北與灰磘仔庄、草埔尾庄為鄰，東與新庄仔庄為鄰，南邊為頂圭柔山庄，西邊為興化店庄。
1901年（明治三十四年）11月，該庄隸屬於臺北廳，編入第二十八區。1906年（明治三十九年）1月，第二十五區、二十七區的部分街庄及第二十八區的全部街庄合併為「興化店區」，該庄屬之。1920年（大正九年），該庄改制並雅化為「蕃薯寮大字」，隸屬於臺北州淡水郡淡水街。
戰後，淡水街改制為淡水鎮，隸屬於臺北縣，大字亦改制為里。2010年12月，臺北縣升格為新北市，淡水鎮亦改制為淡水區。

## 交通
鄉道北10線大致以東西向經過蕃薯寮地區中部，往東可前往北新庄子的楓子林，往西可前往興化店。